# Plectranthus quadridentatus
Plectranthus quadridentatus là một loài thực vật có hoa trong họ Hoa môi. Loài này được Schweinf. ex Baker miêu tả khoa học đầu tiên năm 1900.